# Orso Miret
Orso Miret, né le 26 septembre 1964 à Nevers, est un réalisateur et scénariste français.

## Biographie
Originaire de Corse, Orso Miret fait des études de cinéma à La Femis et sort diplômé en 1991 avec une spécialisation dans la réalisation,.
Son court-métrage Une souris verte (1996), histoire de la rencontre d'une prostituée toxicomane avec un chasseur, reçoit le Grand Prix du Festival international du film de Nancy et des prix d'interprétation au Festival international du court métrage de Clermont-Ferrand et au festival Côté court de Pantin,.
De l'histoire ancienne (2000), son premier long-métrage, s'intéresse au deuil compliqué des enfants d'un héros de la Résistance. Le film remporte le prix Jean-Vigo — ex æquo avec Saint-Cyr de Patricia Mazuy — et est sélectionné pour la Semaine de la critique de la cinquante-troisième édition du Festival de Cannes.
Son deuxième long-métrage, Le Silence, sort en 2004. Cette histoire du tourment intérieur d'un homme témoin d'un meurtre est tournée en Corse, à Asco, village de la mère du réalisateur.
La carrière de Miret s'oriente ensuite vers la télévision. Il participe à Suite noire, un projet d'adaptation en téléfilms de romans noirs des éditions La Branche qui rendent hommage à la collection Série noire des éditions Gallimard. Il réalise le premier d'entre eux, On achève bien les disc-jokeys, d'après le roman du même nom de Didier Daeninckx, publié en 2006, qui détourne le titre d'un roman d'Horace McCoy de 1935, On achève bien les chevaux. Le téléfilm est diffusé sur France 2 en 2009.
Le réalisateur filme à nouveau la Corse dans son téléfilm suivant, Mon ami Pierrot, qui relate l'histoire inspirée d'un faits divers d'un adolescent meurtrier. Projeté en avant-première en Corse, le téléfilm est diffusé sur France 3 en 2013.
En 2015, Miret réalise La Vie des bêtes pour Arte, un téléfilm qui met en scène une enquête dans le milieu des militants de la cause animale.
Après sept ans d'absence, le réalisateur tourne un nouveau téléfilm pour France 2 : Un alibi. Ce thriller psychologique — première réalisation pour laquelle il ne participe pas à l'écriture — confronte une bande d'amis à la nécessité de protéger l'un des leurs soupçonné du meurtre de son épouse.

## Filmographie

### Réalisateur
- 1995 : Dans la forêt lointaine (court-métrage)
- 1996 : Une souris verte (court-métrage)
- 2000 : De l'histoire ancienne
- 2004 : Le Silence
- 2009 : Suite noire : On achève bien les disc-jokeys (téléfilm)
- 2013 : Mon ami Pierrot (téléfilm)
- 2015 : La Vie des bêtes (téléfilm)
- 2022 : Un alibi (téléfilm)

### Scénariste
- 1995 : Dans la forêt lointaine (court-métrage)
- 1996 : Une souris verte (court-métrage)
- 2000 : De l'histoire ancienne
- 2004 : Le Silence
- 2009 : Suite noire : On achève bien les disc-jokeys (téléfilm)
- 2013 : Mon ami Pierrot (téléfilm)
- 2015 : La Vie des bêtes (téléfilm)